# Solenastrea bournoni
Solenastrea bournoni là một loài san hô trong họ Faviidae. Loài này được Milne Edwards & Haime mô tả khoa học năm 1849.